# چوب‌پای سرسفید
چوب‌پای سرسفید (نام علمی: Himantopus leucocephalus) نام یک گونه از سرده چوب‌پا است.